# Barend van den Nieuwen Amstel
Barend van den Nieuwen Amstel (junior) (Amsterdam, 31 mei 1883 - Amsterdam, 1957) was een Nederlands architect. Hij begon als assistent van de architect F.A. Warners. Van den Nieuwen Amstel werd enigszins bekend door gebouwen in de stijl van de Amsterdamse School, in de natijd van die stroming, aan het eind van de jaren 1920.
Ontworpen gebouwen die als rijksmonument beschermd zijn:
- Het Rode Blok (JM Coenenstraat/Harmoniehof/Daniël de Langestraat/Gerard Terborgstraat), Amsterdam, 1926
- Het Nieuwe Huis, Amsterdam, 1928

- Gemeinsame Normdatei: 1053733186
- International Standard Name Identifier: 0000 0003 9025 8680
- Library of Congress Control Number: no2014150456
- Nederlandse Thesaurus van Auteursnamen: 270243690
- Système universitaire de documentation: 190898356
- Virtual International Authority File: 283804498
- WorldCat: E39PBJy4c3cgDrFFCBwryy8t8C